# A cigánybáró (daljáték)
A cigánybáró ifj. Johann Strauss operettje három felvonásban, öt képben. Szövegét Ignaz Schnitzler írta Jókai Mór kisregénye nyomán.

## A mű háttértörténete
A cigánybáró – a színlap tanúsága szerint – a 18. században játszódik, tehát abban az időben, amikor Magyarország megszabadul ugyan a török rablógazdálkodástól, de cserébe az osztrák rablósereget kapja, amely föléli, elpusztítja azt is, amit a basák, bégek, agák még meghagytak…
Jókai a történelmi hátteret jelképnek használja csupán. A hazatérő ifjú Barinkay félreérthetetlenül a szabadságharc hazatérő emigránsaira utal. Míg a szabadságharc külföldre menekült hősei ezer nyomorúsággal, megaláztatással és veszedelemmel küzdöttek, az itthon maradt „császárhű” elemek szépen beültek birtokukba, a kúriájukba, a zsíros állásokba, megkaparintva azokat a javakat is, amiket az emigránsok gazdátlanul hagytak.
Mikor az ifjú Barinkay híres áriájában elmondja, hogy hányféle mesterséggel próbálkozott bujdosása során, a kortársak ráismertek az 1848–49 után világgá széledő politikai menekültek sorsára. Ők is végigpróbálták a mesterségek valamennyi válfaját.
Élő figura Zsupán alakja is. Ez a hangoskodó, ravasz, alattomos, pénzvágyó kupec nem először szerepel Jókai műveiben. Zsupán édestestvérei elevenednek meg: mohó, harácsoló polgárok, a késve kialakuló magyar kapitalizmus figurái.
Így fonódik össze Jókai költészetében a jelen és a néhány ecsetvonással felvázolt múlt, a török hódoltság kora és az 1867-es kiegyezési időszak, így forr össze a történelem és mesemondás, valóság és képzelet, hogy azt az ezeregyéjbeli tündérvilágot formálja ki, amely Jókai életművét a romantikus irodalom nagyszerű alkotásává teszi.

## A darab keletkezése
Johann Strauss 1882. novemberben Magyarországon járt: Pesten vezényelt, és egy magyar dalegyveleggel szórakoztatta a társaságot. A következő év februárjában Liszt Ferenc is arra biztatta, hogy írjon magyar témájú színpadi művet. Találkozott Jókaival, aki Szaffi című novelláját ajánlotta fel erre a célra. Strauss magával vitte a művet, lefordíttatta németre, és Ignaz Schnitzert, az ügyes színházi szakembert bízta meg a librettó elkészítésével. Strauss azonban más irányú elfoglaltságai miatt azonnal nem tudott foglalkozni vele, és csak nem sokkal a premier előtt fejezte be.
Az operettet 1885. október 24-én mutatták be Bécsben, a Theater an der Wienben, és nagy sikert hozott, egymás után 87 előadást ért meg. Még Strauss életében 140 színházban mutatták be, köztük – pár hónappal az ősbemutató után – a pesti Népszínházban is.

## Az operett szereplői
| Szereplő                       | Hangfekvés |
| ------------------------------ | ---------- |
| Barinkay Sándor, a cigánybáró  | tenor      |
| Szaffi, Czipra nevelt lánya    | szoprán    |
| Czipra, cigányasszony          | alt        |
| Zsupán Kálmán, sertéskereskedő | bariton    |
| Arzéna, Zsupán lánya           | szoprán    |
| Carnero gróf, császári biztos  | bariton    |
| Gábor diák                     | bariton    |
| Ottokár                        | tenor      |
| Hirnök                         |            |
| Kancellár                      |            |
| Zsiga, Zsupán szolgája         |            |
| Suszter                        |            |
| Cigányok, parasztok, katonák   |            |

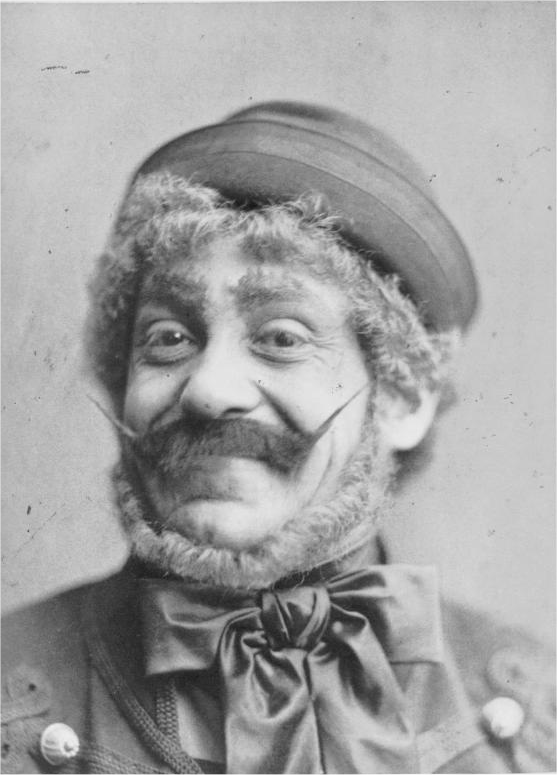
Alexander Girardi, a híres osztrák színész-énekes, Zsupán szerepében

- Történik: A 18. században, a török kiüzése után.
- Helyszín: Barinkay birtoka és Bécs

## Cselekmény

### Első felvonás
Barinkay a száműzetéséből hazatér Magyarországra, hogy visszaszerezze birtokát. Az ott lakó cigányasszony, Czipra azt jósolja neki, hogy nagy vagyona és szép felesége lesz. A Barinkay-birtok szomszédságában gazdálkodik a gazdag Zsupán sertéskereskedő, aki a frissen érkezett Barinkayban lánya, Arzéna jövendőbelijét látja. Azt azonban nem tudja, hogy Arzéna Ottokárt, a gazdaasszony fiát szereti, amiért a lány gorombán elutasítja Barinkayt, megjegyezve, hogy legfeljebb akkor lehetne esélye, ha legalább báró lenne. A környékbeli cigányok vajdájuknak választják Barinkayt. Ismét megjelenik Arzénánál azzal, hogy immár báró lett, cigánybáró, de az ismét elutasítja. Barinkay erre feleségül kéri Cziprától az ő lánya, Szaffi kezét.

### Második felvonás
Barinkay és Szaffi beleszeretnek egymásba, Czipra pedig megmutatja nekik, hol van elásva egy kincsekkel teli ládika. Amikor Zsupán tudomást szerez Barinkay és Szaffi együttéléséről, kapcsolatukat törvénytelenné nyilváníttatja. Amikor Gábor diák odaérkezik, hogy katonákat toborozzon a háborúba, Zsupán és Ottokár beáll közéjük. Czipra elmondja Barinkaynak, hogy Szaffi tulajdonképpen nem az igazi lánya, hanem az utolsó magyarországi pasáé. Barinkayt kellemetlenül érinti, hogy ő alacsonyabb származású a lánynál, méltatlannak tartja magát hozzá, ezért ő is katonának áll.

### Harmadik felvonás
A háború után a győztes katonák Bécsbe érkeznek. A fogadásukon megjelenik Carnero gróf és Mirabella is, akiről kiderült, hogy a gróf felesége, és így Ottokár a gróf fia. Zsupán – aki a háborúban inkább az elesetteket fosztogatta – elmondja, hogy Ottokár jól helytállt a háborúban, és a lányát neki adja. A vitézül küzdő Barinkayt a császár bárói rangra emeli, egyúttal a talált kincs jogos tulajdonosává teszi. A két fiatal – nem törődve a nemesi rangokkal – visszatér birtokára.

## Diszkográfia
- Herbert Lippert (Barinkay Sándor), Pamela Coburn (Szaffi), Rudolf Schasching (Zsupán Kálmán), Hamari Júlia (Czipra), Christiane Oelze (Arzéna) stb.; Arnold Schoenberg Kórus, Bécsi Szimfonikus Zenekar, vez. Nikolaus Harnoncourt (élő felvétel, Bécs, Konzerthaus, 1994. április) Teldec 4509-94555-2 [stúdióminőségű élő felvétel, a Harnoncourt által rekonstruált eredeti változat modernizált prózai részekkel]